# Internetmarketing
Internetmarketing of online-marketing is een vorm van marketing van producten en diensten via het internet. Online-marketing omvat internetreclame, maar evengoed minder directe vormen van marketing, zoals zoekmachinemarketing, affiliate marketing, e-mailmarketing, contentmarketing, virale marketing en marketing via sociale media.

## Onderdelen
Twee belangrijke onderdelen van de hedendaagse online-marketing zijn zoekmachineoptimalisatie (SEO) en zoekmachine adverteren (SEA). SEO en SEA tezamen is zoekmachinemarketing (SEM). Met SEO wordt een website geoptimaliseerd om vindbaar te zijn in het organische (onbetaalde) gedeelte van de zoekmachines. Met SEA worden de betaalde kanalen van de zoekmachines benut, zoals Google Ads, Google Shopping en Microsoft Ads.
- Biblioteca Nacional de España: XX545373
- Bibliothèque nationale de France: cb16617527b (data)
- Gemeinsame Normdatei: 7706419-7
- Library of Congress Control Number: sh95005028
- Nationale Bibliotheek van Letland: 000071465
- Bibliotheek van het Japanse parlement: 00982373
- Nationale Bibliotheek van Tsjechië: ph137251
- Nationale Bibliotheek van Israël: 987007551689505171